# 弐藤水流
弐藤 水流（にとう みずる、1966年 -）は、日本の小説家・推理作家。福岡県北九州市生まれ。辻調理師専門学校卒業。
映画館勤務などさまざまな職を経験し、2009年『リビドヲ』で小説家デビュー。

## 作品

### 仮面警官シリーズ
- 仮面警官（2010年10月 幻冬舎文庫）
- 発覚 仮面警官 II（2011年2月 幻冬舎文庫）
- 告白 仮面警官 III（2011年6月 幻冬舎文庫）
- 驚愕 仮面警官 IV（2011年10月 幻冬舎文庫）
- 謀略 仮面警官 V（2012年4月 幻冬舎文庫）
- 巨悪 仮面警官 VI（2012年6月 幻冬舎文庫）

### その他
- リビドヲ（2009年6月 光文社 / 2012年9月 光文社文庫）
- 怨み返し（2010年3月 幻冬舎）
  - 【改題】いじめの鎖（2012年10月 幻冬舎文庫）
- REM（2012年9月 光文社） - コンセプト：稲船敬二
- 時空眼（2014年6月 光文社）